# Cuyuní
Cuyuní (špa. Río Cuyuní) je rijeka koja teče kroz Venezuelu i Gvajanu. Pritoka je rijeke Essequibo.
U dolini rijeke Cayani žive pripadnici plemena Kali'na ili Carib, neki od njih i na gvajanskoj strani rijeke.
Na rijeci se nalazi hidroelektrana Kamaria.
Rijeka je izvor aluvijalnog zlata.

## Riječni tok
Rijeka izvire na Gvajanskoj visoravni, u Venezueli, odakle teče sjeverno i spušta se prema gradu El Dorado u Venezueli, nakon čega skreće istočno i krivuda kroz tropske šume Gvajane. U konačnici, rijeka skreće prema jugozapadu i spaja se s rijekom Mazaruni. Rijeka Cuyuni s oko 100 km svojog tijeka čini granicu spornog teritorija Guayana Esequiba.

## Povijest
Godina 1681., otok na ušću rijeke je bio očišćen i na njemu je bila posađena manioka za nizozemski garnizon. Do 1694., iznad tvrđave je posađena nova plantaža, a do 1703. jedna je vojna utvrda sagrađena na Pariacot Savannah, u gornjem toku rijeke.
Dana 2. siječnja 1895. dogodio se oružani sukob, tzv. "Incident na rijeci Cuyuni", između britanskih i venezuelanskih snaga. Sukob je nastao zbog teritorijalnog spora između Venezuele i Britanske Gvajane, a pobjedu je odnijela Venezuela.
U zoru, britanska postojba koju je predvodio izvjesni Englez "Inspector Barnes", zauzeli su praznu venezuelansku postaju na lijevoj obali rijeke Cuyuni, na venezuelanskom teritoriju. Britanci su nakon zauzimanja izvjesili svoju zastavu.
Venezuela je reagirala slanjem kapetana Andrésa Avelina Domíngueza, drugog po ranku u gradu Sifontesu, da ponovno osvoji postaju. Britanci su se povukli, a venezuelanske snage su uspjele uhititi inspektora Barnesa i neke od njegovih ljudi. Zarobljeni Britanci su odvedeni u policijsku postaju, što je dodatno pojačalo tenzije između dviju zemalja nastale zbog tadašnje krize u Venezueli
Otok Ankoko, na sutoku rijeka Cayani i Wenamu, je i danas predmet spora izneđu Venezuele i Gvajane.